# ایکس، کورز
ایکس، کورز (به فرانسوی: Aix, Corrèze) یک کمون در فرانسه است که در Canton of Eygurande واقع شده‌است.

## خصوصیات
ایکس ۴۸٫۰۲ کیلومترمربع مساحت و ۳۸۶ نفر جمعیت دارد و ۸۵۰ متر بالاتر از سطح دریا واقع شده‌است.